# 每月评论
《每月评论》（英語：Monthly Review）是一个独立社会主义杂志，1949年创刊，每月在美国纽约市出版。该出版物是美国持续发行时间最长的社会主义杂志。影响因子为0.460。

## 历史

### 创刊
1948年亨利·阿加德·华莱士总统竞选失败后，华莱士的两位前支持者在新罕布什尔州的一个农场遇到，他们中的一位在这生活。这两人是文学学者和基督教社会主义者弗朗西斯·奥托·马西森和马克思主义经济学家保罗·斯威齐，他们都是哈佛大学的前同事。他的父亲在加利福尼亚州发生的车祸中死亡后，马西森获得了遗产但不迫切需要这笔钱。马西森向斯威齐提出要约承诺，每年5000美元，共三年。尽管马西森的遗产执行人在1950年自杀后，第二年和第三年的资金减少到4000美元，但马西森的资金使得《每月评论》成为可能。
从一开始，编辑工作就由斯威齐和他的共同思想者，左派著名作家利奥·胡贝尔曼处理。纽约大学教育的胡伯曼在20世纪30年代和40年代早期出版了一系列书籍和小册子。他全职为《每月评论》工作，直到1968年心脏病发作死亡为止。
斯威齐和胡贝尔曼是指导出版物的互补人物，斯威齐的理论倾向和写作能力可用于大部分编辑内容，而胡贝尔曼负责业务和管理方面的工作。斯威齐留在新罕布什尔州的家中，每月前往纽约市阅读手稿，胡贝尔曼与他的妻子Gerty Huberman和家人朋友Sybil Huntington May一起进行杂志的日常运作。
简而言之，加入斯威齐和胡贝尔曼，成为《每月评论》第三创始编辑的——虽然报头没有如此列出——是德国流亡者奥托·内森（1893-1987）。虽然他在《每月评论》的编辑时间很短，但内森帮助获得了这本杂志的开创性文章，物理学家爱因斯坦于1949年5月发表的题为《为什么要社会主义？》的文章。
前15年的另一个主要贡献者是经济学家保罗·A·巴兰，经常被认为是第三位编辑。身为斯坦福大学终身教授，巴兰是冷战时期美国大学经济学领域中极少数自称马克思主义者的人中的一个。巴兰在被视为马克思主义理论中具有里程碑意义的著作《垄断资本》中与斯威齐紧密合作，尽管他在1966年本书首次出版之前死于心脏病发作。
《每月评论》于1949年发行，发行量只有450份，其中大部分是胡贝尔曼或斯威齐的私人熟人。 该杂志的意识形态和读者群与1948年建立的独立的马克思主义周刊《全国卫报》紧密相连。尽管美国政治气候保守，该杂志很快有了大批用户，其付费发行量不断上升，1950年为2500，1954年为6000。

### 麦卡锡时代
在20世纪50年代初的麦卡锡主义期间，编辑保罗·斯威齐和利奥·胡贝尔曼因“颠覆活动”而成为目标。斯威齐的案件由新罕布什尔州总检察长审理，一路审到最高法院，并在法院裁定对他有利时成为了言论自由方面的一个开创性案例。
1953年，该杂志将退役军人Scott Nearing加入该杂志的行列。从那天起，近20年来，Nearing创作了一个名为《世界事件》（World Events）的月刊。在杜鲁门时期和艾森豪威尔时代，一些左翼知识分子为他们在《每月评论》上的作品找到了空间，其中包括一些在随后的自由化十年中将获得声望的学者，如和平主义活跃分子Staughton Lynd（1952），历史学家William Appleman Williams（1952）和社会学家赖特·米尔斯（1958）。

### 新左派时代及其后
从20世纪60年代中期开始，激进的政治理论就出现了与欧洲和北美新左派出现相关的复苏。《每月评论》随着这次复苏而增长。 虽然仍然是一本不以获得大众读者为目标的知识性期刊，但该出版物的发行量在整个时代增长，1970年接近9,100，在1977年达到峰值11,500。
尽管《每月评论》基本上是所谓“老左派”的出版物，但对与民权运动以及反对征兵和越南战争一起发展的青年激进运动友好。1960年代在《每月评论》发表文章的新左派相关人士，有赖特·米尔斯、赫伯特·马尔库塞、Todd Gitlin、Carl Oglesby，David Horowitz和诺姆·乔姆斯基。
1969年5月，激进经济学家哈里·马格多夫加入《每月评论》编辑行列，代替胡贝尔曼（他于1968年去世）。从它的第一期于1949年出版的读者，提振本已发达的“ 第三世界主义”该出版物的定位基于古巴，中国和越南的革命事件。在这一时期出版物的内容中，某种毛主义的影响力本身就有所体现。
1960年代和1970年代，《每月评论》更加反对苏联，保罗·斯威齐反对1968年华约入侵捷克斯洛伐克和1981年通过戒严令镇压波兰团结工会。 对于后者，斯威齐宣称事件无疑证明：
苏联集团的共产主义政权已经成为新的僵化的等级结构的表现和监护者，这与马克思主义者一直认为是现代工人阶级运动的目标的社会主义社会毫无共同之处。
尽管1980年代美国左翼人数明显下降，但《每月评论》的发行量在整个十年中一直徘徊在8000左右。
自2006年以来，约翰·贝拉米·福斯特成为独家编辑，与副主编迈克尔·耶茨、两名助理编辑、一个编辑委员会一起。

## 政治倾向
《每月评论》第一期，就通过凯恩斯宏观经济学微调攻击了资本主义能够无限增长的前提。相反，该杂志的编辑和主要作家依然坚持传统的马克思主义观点，即资本主义经济包含内部矛盾，最终导致其在新的社会主义基础上崩溃和重组。编辑关注的话题包括贫穷、收入和财富分配不均、种族主义、帝国主义、经济发达国家和欠发达国家之间的关系，生产和分配方面的低效率被视为资本主义制度所特有的。
虽然不反对讨论社会主义理论的深奥问题，但《每月评论》通常的特点是厌恶马克思主义经典的教条引用，赞成分析现实世界的经济和历史趋势。可读性受到强调，学术术语的使用不被鼓励。
胡贝尔曼和斯威齐早在1952年就争辩说，大规模和不断扩张的军费是资本主义稳定过程中不可或缺的一部分，这会推动企业利润、促进就业水平和吸收剩余产品。他们认为，需要外部军事威胁的幻想来维持政府支出的优先权制度。因此，编辑们在杂志上发表的材料中努力挑战“民主与共产主义”的冷战主导范式。
在其社论中，《每月评论》在其初期批判性支持苏联，虽然随着时间的推移，杂志越来越批评苏联的一国社会主义和和平共处，认为在以民族革命运动为标志的世界，苏联起了或多或少的保守作用。60年代中苏分裂之后，斯威齐和胡贝尔曼很快视中华人民共和国为世界革命运动的实际中心。
每月评论在整个历史中始终保持独立的方向，并且从未与任何具体的革命运动或政治组织保持一致。它的许多文章都由学者、记者和自由公共知识分子撰写，包括阿尔伯特·爱因斯坦、塔里克·阿里、伊莎貝·阿言德、萨米尔·阿明、Julian Bond、Marilyn Buck、乔治·道格拉斯·霍华德·柯尔、Bernardine Dohrn、W·E·B·杜波依斯、芭芭拉·艾伦瑞克、安德烈·岡德·法蘭克、爱德华多·加莱亚诺、切·格瓦拉、洛林·汉斯伯里、Edward Herman、艾瑞克·霍布斯邦、Michael Klare、Saul Landau、Michael Parenti、罗伯特·W·麦克切斯尼、拉尔夫·米利班德、Marge Piercy、Frances Fox Piven、艾德丽安·里奇、让-保罗·萨特、Daniel Singer、爱德华·帕尔默·汤普森、伊曼纽尔·沃勒斯坦和雷蒙德·威廉斯。
2004年，每月评论编辑约翰·贝拉米·福斯特告诉《纽约时报》：
《每月评论》从前是，现在也是马克思主义的，但并没有涉及政党路线或进入宗派斗争。

## 主编
《每月评论》至今有六位主编。
- 保羅·斯威齊，1949年至去世（2004年）
- 利奥·胡贝尔曼，1949年至去世（1968年）
- 哈里·马格多夫，1969年至去世（2006年）
- 艾伦·梅克辛斯·伍德，1997-2000
- 罗伯特·W·麦克切斯尼，2000-2004
- 约翰·贝拉米·福斯特，2000年5月至今

## 其他
- 除了美国杂志之外，每月评论还有七个姐妹版本。希腊、土耳其、西班牙、韩国、以及印度英文、印地文和孟加拉文。[21]
- MRzine：从2005年到2016年，每月评论发布了一个关联网站，MRzine。在结束时，《每月评论》宣布它将保留该网站的在线存档。[22]
- 排名：根据期刊引证报告，该杂志的2014年影响因子为0.460，在“政治科学”类161个期刊中排名第107位。[23]

## 每月评论出版社
每月评论出版社是一个联合的努力，于1951年推出，是为了回应特立独行的左翼记者以撒多·史东无法为他的书《朝鲜战争的隐藏历史》找到出版商。史东的论述认为，仍在进行的朝鲜战争不是简单的共产主义军事侵略，而是政治孤立、韩国军事建设和边界挑衅的产物，这本书成为1952年每月评论出版社出版的第一本书。
出版社在其成长期出版作品包括：哈维·奥康纳《石油的帝国》（1955年），保罗·巴兰《增长的政治经济学》，（1957年） 历史学家威廉· 阿普尔曼·威廉姆斯《美国，古巴，和卡斯特罗》（1963年），韩丁《翻身——中国一个村庄的革命纪实》（1966），保罗·A·巴兰和保羅·斯威齊《垄断资本》 (1966)，爱德华多·加莱亚诺《拉丁美洲被切开的血管》英文版（1973），萨米尔·阿明《不平衡发展》（1976）， 萨米尔·阿明《欧洲中心主义》（1989）。
Harry Braverman（《劳工和垄断资本》的作者）于1967年成为每月评论出版社主任。现任主任是迈克尔·耶茨（《命名系统》的作者）。
后来，每月评论出版社出版了以下著作：约翰·贝拉米·福斯特《马克思的生态学》， 艾梅·塞泽尔《话语殖民主义》， 弗雷德·马格多夫和约翰·贝拉米·福斯特《大金融危机》， 理查德·刘廷和理查德·莱文斯《影响下的生物学》。 每月评论出版社也是《社会主义年鉴》（由激进学者和活动家撰写的长期的年度系列专题论文）的美国出版社。

## 延伸阅读
- Paul A. Baran, The Longer View. New York: Monthly Review Press, 1969.
- Stephen Resnick and Richard Wolff, Rethinking Marxism: Essays for Harry Madgoff and Paul Sweezy. Brooklyn, NY: Audomedia, 1985.
- Savran, S.; Tonak, E. A.; Sweezy, P. M. . Monthly Review. 1987, 38 (11): 1. doi:10.14452/MR-038-11-1987-04_1.
- "From the Left: Harry Magdoff; A Free-Market Failure," New York Times, November 1, 1987.
- Robert W. McChesney, "The Monthly Review Story: 1949-1984 （页面存档备份，存于）," MRzine （页面存档备份，存于）, June 5, 2007.
- Attewell, Paul A. . New Brunswick, N.J.: Rutgers University Press. 1984. ISBN 0813510538. OCLC 10230097.